# Mandritsara (Betafo)
Mandritsara è una città e comune del Madagascar situata nel distretto di Betafo, regione di Vakinankaratra. 
La popolazione del comune rilevata nel censimento 2001 era pari a 13 200 unità.